# باد برامباخ
باد برامباخ (به آلمانی: Bad Brambach) یک شهر در آلمان است که در فوگتلاندکرایس واقع شده‌است. باد برامباخ ۲٬۰۲۴ نفر جمعیت دارد.